# تشقماق دره (مقاطعة دهغلان)
تشقماق دره (بالفارسية: چقماق دره) هي قرية تقع في قسم قوري تشاي الريفي (مقاطعة دهغلان) في إيران. يقدر عدد سكانها بـ 216 نسمة بحسب إحصاء 2016.